# Мерлье, Октавий
Октав Пьер Мерлье (фр. Octave Pierre Merlier; 25 октября 1897 — 22 июля 1976) — французский филолог и эллинист XX века, директор Французского института в Афинах.

## Биография
Родился в городе Рубе в 1897 году. В 1908 году обосновался вместе с семьёй в Париже. Учился греческому языку и филологии в Сорбонне и Практической школе высших исследований. Принял участие добровольцем в Первой мировой войне, был ранен.
В 1920 году был избран преподавателем в Сорбонну и в 1945 году стал профессором после диссертации о стиле и языке Евангелия от Иоанна. В Париже он познакомился с гречанкой Мелпо Логотети в дальнейшем ставшей известной музыковедом но в тот период грезившей о большой карьере пианистки:В-105. Мелпо была старше Октавия на 8 лет. Их свадьба состоялась в 1923 году. Мерлье по назначению преподавал 2 года в лицее в Гавре.
В 1925 году был назначен во Французский институт Афин. В 1935 году стал директором этого института.

## Центр Малоазийских исследований

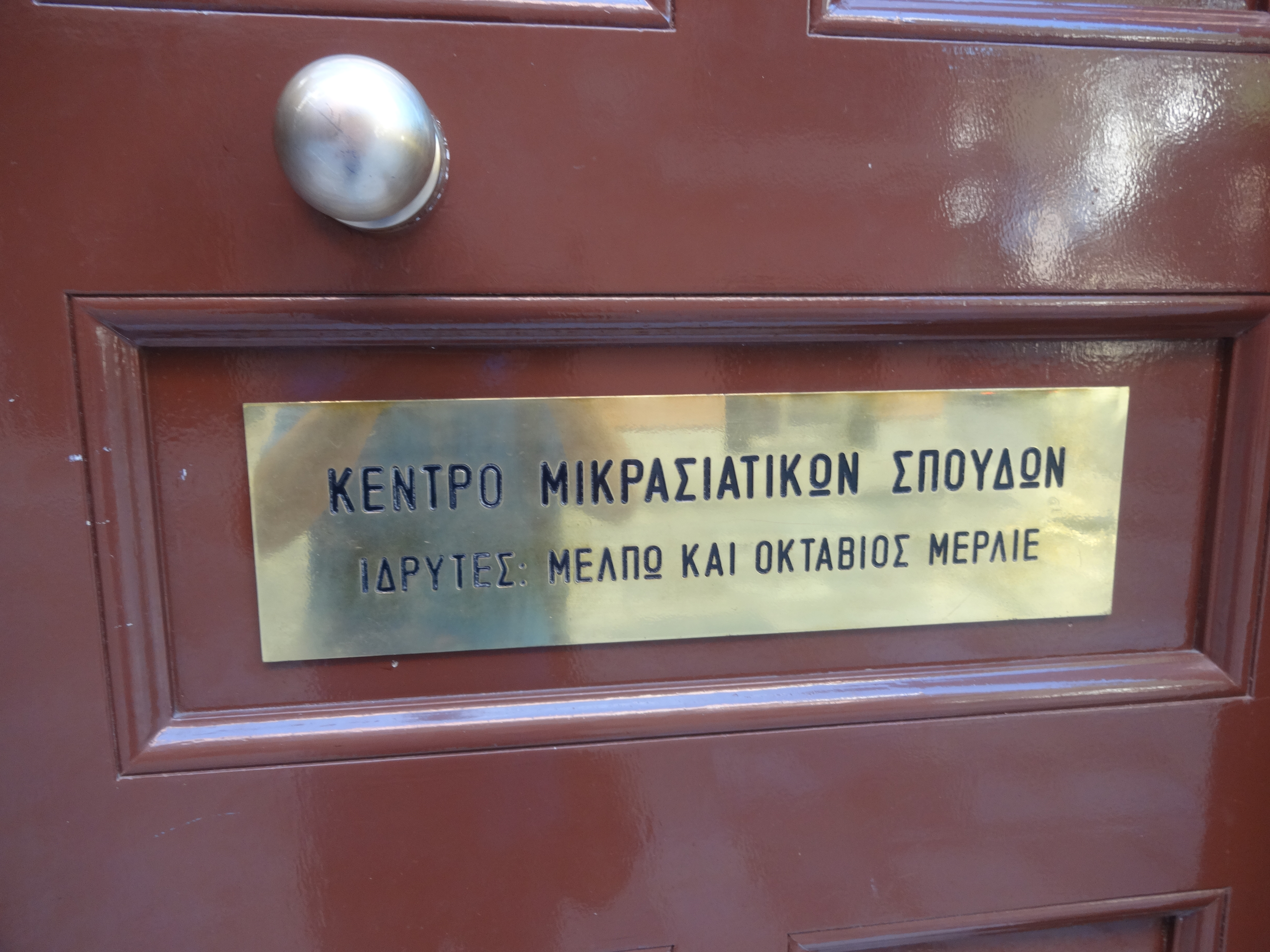
Вход в «Центр Малоазийских исследований — Октавий и Мелпо Мерлье».

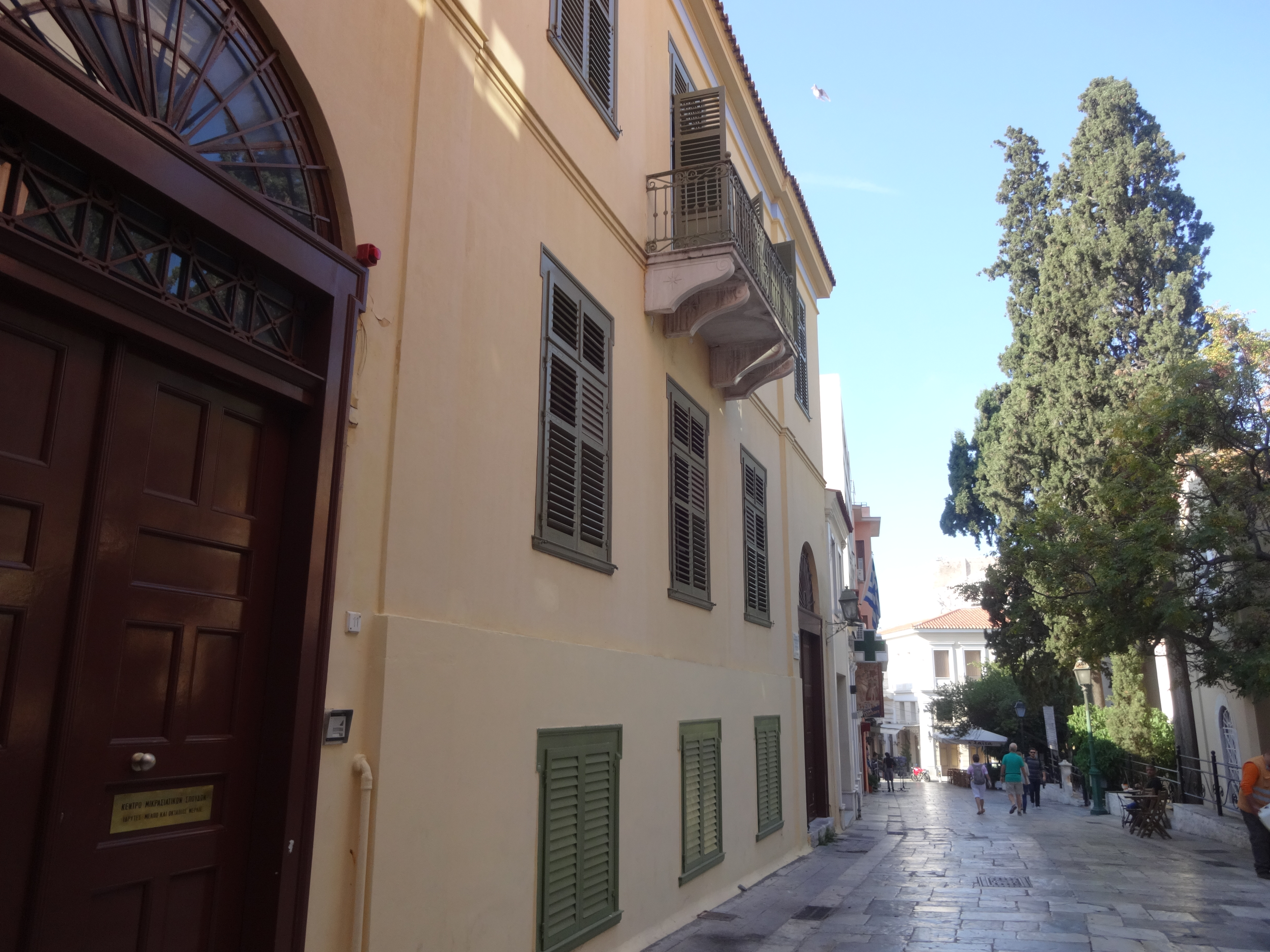
Здание «Центра Малоазийских исследований» в квартале Плака, у подножия Афинского акрополя и напротив бывшей русской посольской церкви.

За 3 года до прибытия Мерлье в Грецию страну потрясли страшные события.
В 1919 году, по мандату Антанты, греческая армия заняла западное побережье Малой Азии. Севрский мирный договор 1920 года закрепил временный контроль региона за Грецией, с перспективой решения его судьбы через 5 лет на референдуме населения.
Завязавшиеся здесь бои с кемалистами стали приобретать характер войны, которую греческая армия была вынуждена вести уже в одиночку. Из союзников, Италия с самого начала поддержала кемалистов, Франция, решая свои задачи, стала также оказывать им поддержку. Однако греческая армия прочно удерживала свои позиции. Геополитическая ситуация изменилась коренным образом и стала роковой для греческого населения Малой Азии после парламентских выборов в Греции, в ноябре 1920 года. Под лозунгом «мы вернём наших парней домой» и получив поддержку, значительного в тот период, мусульманского населения, на выборах победили монархисты.
Возвращение в страну германофила короля Константина освободило союзников от обязательств по отношению к Греции. Уже в иной геополитической обстановке и не решив вопрос с греческим населением Ионии, монархисты продолжили войну. Правление монархистов завершилось поражением армии и резнёй и изгнанием коренного населения Ионии. Этническая чистка коснулась и культурного наследия. Все греческие сёла и города были разрушены в регионе не осталось ни одной греческой школы или церкви.
Геноцид был завершён насильственным обменом населения, который задел и греческое население жившее далеко от театра событий.
Мерлье писал: «Потеря Малой Азии означала конец 20 веков истории … 1453 год означал конец Византии. 1922 год был более трагическим, потому что принёс собой конец малоазийского эллинизма»:A-217.
Страна приняла 1,5 миллиона беженцев из Малой Азии:A-218.
Греческое государство было занято ежедневными вопросами размещения и обеспечения этой массы обездоленных людей.
Если материальные памятники малоазийского эллинизма были разрушены или остались в турецких руках и только немногочисленные иконы были вывезены беженцами, то Мелпо и Октавий осознали острую необходимость в спасении музыкального, филологического и фольклорного наследия малоазийского эллинизма.
Начало последовавшей деятельности положила Мелпо Мерлье, записав 104 песен Понта.
В том же году Октавий и Мелпо создали «Музыкальный лаографический архив», который со временем превратился в Центр Малоазийских исследований — Фонд Мелпо и Октавия Мерлье. Мелпо записала записала рассказы и песни 2150 греческих сёл и городов Малой Азии:Β-106.
В этом же «Фонде» Октавий Мерлье хранил архив греческого писателя Александра Пападиамантиса, который включал в себя множество фотографий, снятых самим Мерлье в ходе его поездок на остров Скиатос.

## Французский институт

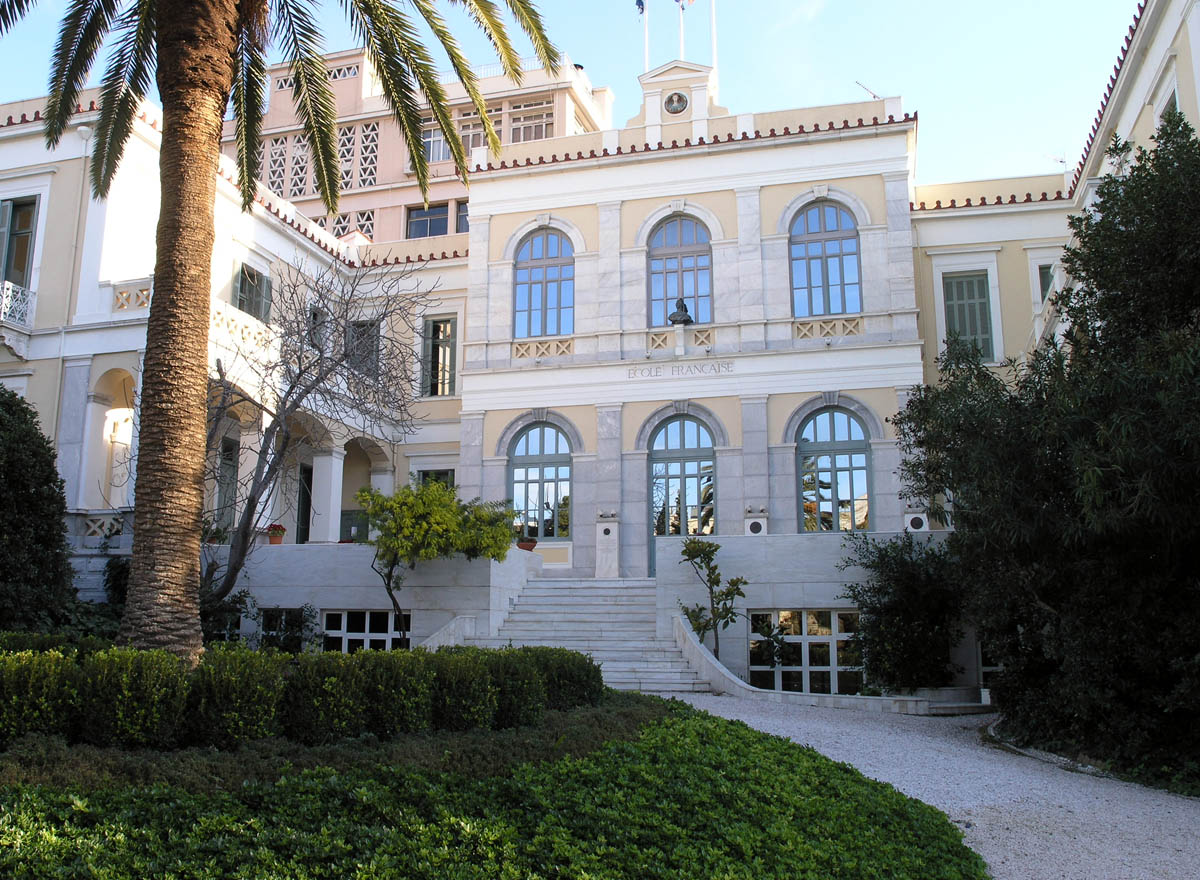
Французский институт в Афинах.

В качестве директора Французского института Афин, Мерлье внёс значительный вклад в его преобразование в центр духовного обмена и интеллектуального космополитизма.
Одновременно он способствовал распространению греческой литературы во Франции. Он также расширил поле деятельности института, путём создания, до Второй мировой войны, 37 филиалов по всей Греции, а также типографии.
Греческий историк и друг Октавия Мерлье, Димитрис Фотиадис, пишет что Октавий был самым выдающимся директором Французского института. Фотиадис считает, что секретом успеха Мерлье был тот факт, что он переиграл свою роль. Вместо того чтобы вести французскую пропаганду, Мерлье сделал акцент на расцвет греческой духовной жизни. Его журнал Etudes Neo-helleniques знакомил Францию с работами греческих литераторов:Β-104.

## Вторая мировая война
После начала Второй мировой войны Мерлье остался в Афинах, будучи тайным представителем де Голля.
Был арестован в 1941 году немцами.
После обращения его жены и греческой археолога Семни Карузу к директору «Германского археологического института в Афинах»:Β-107, он был послан в контролируемую режимом Виши Францию.
Здесь он оставался под домашним арестом в городе Орийак, до 1944 года. После освобождения вернулся в Грецию, где вновь принял дирекцию «Французского института».

## Матароа

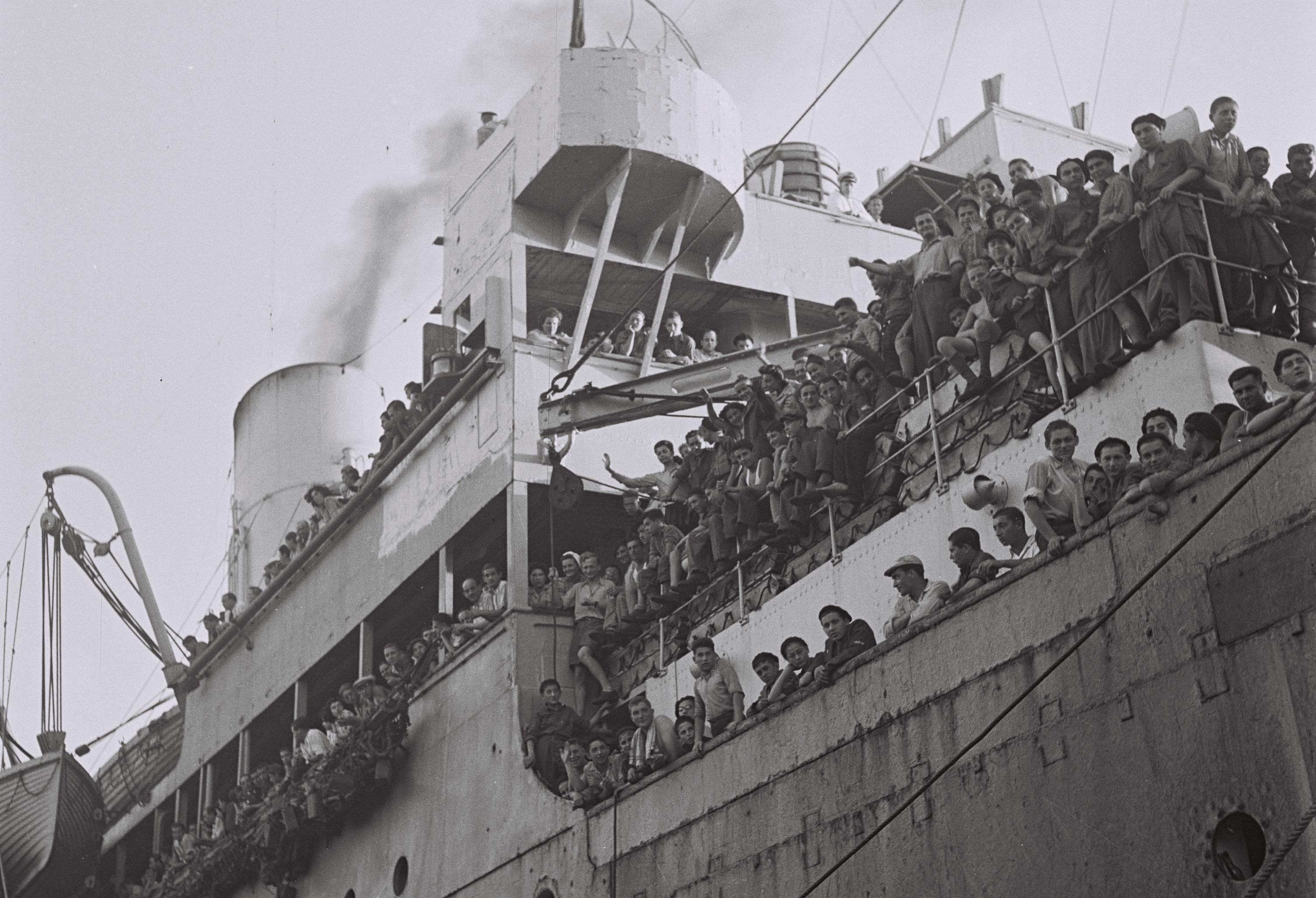
Пароход Mataroa в Хайфе, 15 июля 1945 года, за несколько месяцев до своего греческого рейса.

В 1945 году Мерлье удалось получить 140 стипендий французского правительства, для учёбы во Франции, которые были предоставлены молодым греческим интеллигентам и учёным, среди которых были Касториадис, Корнелиус, Акселос, Костас, Своронос, Никос и др.
Учитывая тот факт, что после декабрьских событий 1944 года в Греции был развязан террор против людей левых политических убеждений, для многих из этих молодых людей это была спасительная возможность покинуть страну.
Для этой цели Мерлье зафрахтовал в декабре 1945 года итальянское судно «Матароа», которое ушло из Пирея в Таранто. В силу левых убеждений многих из стипендиатов, реакция греческой официальной прессы и политиков была резко негативной, в результате чего он предоставил свою отставку министру иностранных дел, которая однако не была принята.
Результатом этой акции Мерлье стало также блокирование афинскими политическими кругами его кандидатуры на должность культурного атташе при французском посольстве.
В силу возможности, Мерлье оказывал помощь гонимым греческим литераторам.
Как только он получил информацию от своего друга, Д.Фотиадиса, что Ангелос Сикелианос находится в бедственном положении, Мерлье предоставил поэту солидную сумму за права на перевод и издание некоторых его работ и сам взялся переводить его «Сивиллу»:Β-104.
Когда и сам Фотиадис оказался в ссылке, дом Мерлье был открыт для супруги сосланного:Β-108.

## Вне института
В 1956 году группа известных литераторов издала посвящение в 3-х томах, в честь четы Мерлье.
В 1960 году Мерлье отказался передать послу Франции архивы «Малоазийского центра исследований», которые располагались во Французском институте, считая что это наследство греческого народа.
В результате, в следующем году был уволен со своей должности.
После своего увольнения Мерлье работал преподавателем новогреческого языка и филологии в университете города Экс-ан-Прованс и сохранял за собой эту кафедру до 1971 года.
Здесь он издавал журнал Новогреческие исследования.
В 1964 году был избран членом-корреспондентом Афинской академии наук.
В 1972 году вернулся в Грецию.

## Филолог
Мерлье был исследователем работ Александра Пападиамантиса, Костаса Паламаса и, в особенности, Дионисия Соломоса
В 1957 году он организовал значительную выставку работ Соломоса, по случаю столетия со дня его смерти.
Мерлье писал статьи в греческих журналах и газетах, такик как «Новый Очаг» (Νέα Εστία) и др., а также во французских журналах, переводя стихи Костаса Паламаса и представляя свои работы о современном греческом языке.

## Память
Октавий Мерлье умер в Афинах и похоронен на Первом афинском кладбище.
У четы Мерлье не было детей.
Сегодня в здании Французского института Афин располагается библиотека «Октавий Мерлье». Улица выходящая к «Французскому институту» названа его именем.
С 2010 года французское правительство учредило стипендию Октавия Мерлье, в качестве помощи для переводов и изданий, исследований в области франко-греческих отношений.

## Работы
- Письма А. Пападиамантиса (Α. Παπαδιαμάντη Γράμματα -1934)
- Скиатос греческий остров (Σκιάθος, το ελληνικό νησί -1945)
- Клятва Стиксы (Ο όρκος της Στυγός (Перевод труда Ангелоса Сикелианоса, 1946)
- Аскетика (Η ασκητική (Перевод работы Никоса Казандзакиса, 1951)
- Три дня в монастырях Каппадокии (Τρεις μέρες στα μοναστήρια της Καππαδοκίας (Перевод работы Георгиоса Сефериса вместе с автором, 1953)
- 15 французских писем Валаоритиса (15 γαλλικά γράμματα του Βαλαωρίτη -1956)
- Исследование о панегерике Фосколо и о последних итальянских стихах Соломоса (Μελέτη για το εγκώμιο του Φώσκολου και για τα τελευταία ιταλικά ποιήματα του Σολώμου -1957)
- Капитан Ангелис (Καπετάν Αγγελής (Перевод работы Костиса Бастиаса, 1970)
- Общественная философия древних греков (Η κοινωνική φιλοσοφία των αρχαίων Ελλήνων (Перевод работы К. Цацоса, 1971)
- Диалоги в монастыре (διάλογοι σε μοναστήρι (Перевод работы Константина Цацоса)
- Пападиамантис и Скиатос (Παπαδιαμάντης και Σκιάθος (Фотографии Октавия Мерлье, Αθήνα 1991)
- Малоазийская катастрофа: 15 потрясающих свидетельств людей переживщих ужас (Η μικρασιατική καταστροφή: 15 συγκλονιστικές μαρτυρίες ανθρώπων που έζησαν τη φρίκη του ξεριζωμού (συλλογικό έργο, 2008)